# Maximiliano de Almeida
Maximiliano de Almeida är en kommun i Brasilien.   Den ligger i delstaten Rio Grande do Sul, i den södra delen av landet, 1 400 km söder om huvudstaden Brasília. Antalet invånare är 4 907.
Omgivningarna runt Maximiliano de Almeida är en mosaik av jordbruksmark och naturlig växtlighet. Runt Maximiliano de Almeida är det glesbefolkat, med 13 invånare per kvadratkilometer.